# Höckloskär
Höckloskär är öar i Finland. De ligger i Skärgårdshavet eller Norra Östersjön och i kommunen Pargas i landskapet Egentliga Finland, i den sydvästra delen av landet. Öarna ligger omkring 86 kilometer sydväst om Åbo och omkring 190 kilometer väster om Helsingfors.
Arean för den av öarna koordinaterna pekar på är 0,7 hektar och dess största längd är 150 meter i nord-sydlig riktning.